# Vallée de la Murcia
| \| \| |
| Localisation de la vallée de la Murcia sur une carte topographique simplifiée de la ville de Rome antique avec, à titre indicatif, les empreintes des principaux monuments et les tracés des murs servien et aurélien. |
| |

La vallée Murcia ou vallée murcienne (en latin : Vallis Murcia) est le nom de la vallée de Rome située entre les pentes du Palatin et celles de l'Aventin.

## Description
La vallée ou dépression, d'une altitude de 18 mètres mais dont le niveau du sol antique a subi un exhaussement de 9 à 12 mètres, sépare le Palatin qui culmine à 51 mètres au nord-est de l'Aventin qui culmine à 46 mètres au sud-est et débouche au nord-ouest sur le Forum Boarium et le Vélabre. Très tôt dans le développement de la ville de Rome, à partir du VIIe siècle av. J.-C., la vallée est occupée tout entière par un grand champ de course qui devient le Circus Maximus.

## Origine du nom
La vallée n'a été baptisée Vallis Murcia que tardivement, quand le grand cirque tombe en ruine. Dans l'Antiquité, elle est connue sous le nom de vallée du Circus Maximus. Selon une hypothèse, la vallée tire son nom d'une divinité romaine, Murcia, assimilée à Vénus. Un autel ou un petit temple dédié à celle-ci se trouverait dans la vallée, préservé à l'extrémité sud-est du cirque, du côté de l'Aventin. Les auteurs antiques se réfèrent à cette zone comme ad Murciae,. La borne sud de la spina du cirque, première borne de la piste, en a conservé le nom et est baptisée meta murcia.
Une autre hypothèse propose de rapprocher le nom de myrtea, car le myrte, qui selon Varron poussait en abondance dans cette zone, est un attribut de Vénus à laquelle Murcia est identifiée, prenant parfois le nom de Venus Murtea. À l'époque augustéenne, un buisson de myrte marque l'emplacement de l'autel disparu, sans qu'on sache si cette plante a précédé l'autel ou si elle a été introduite dans cette zone en l'honneur de Murcia.

« L'intérieur du cirque est appelé ad Murcim, nom que Procilius faisait dériver de urceus (« pot de terre »), parce que ce lieu était entouré de potiers. Selon d'autres, il vient de murtelum, lieu planté de myrtes ; et ce qui semble confirmer cette étymologie, c'est qu'il y a dans ce lieu un sanctuaire consacré à Venus Murtea. »

— Varron, Lingua latina, V, 154

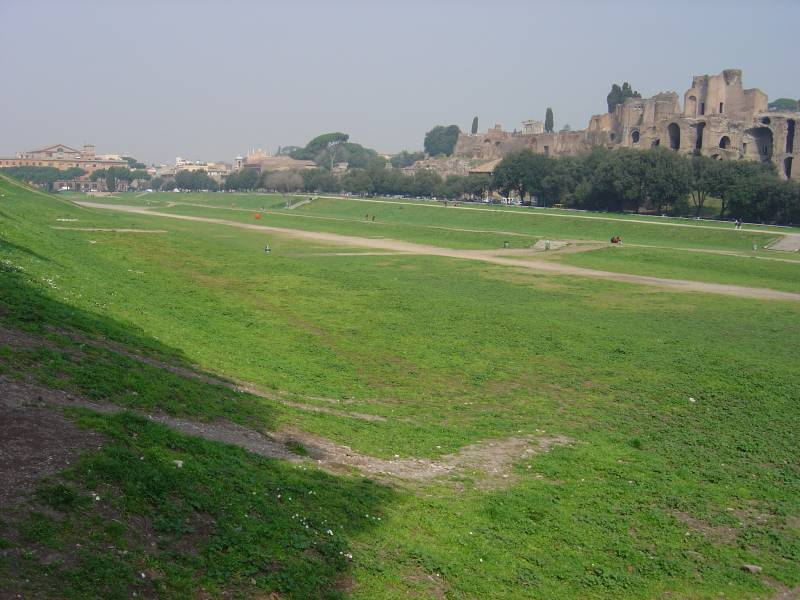
Le Circus Maximus qui a fini par occuper tout l'espace de la vallée de la Murcia.
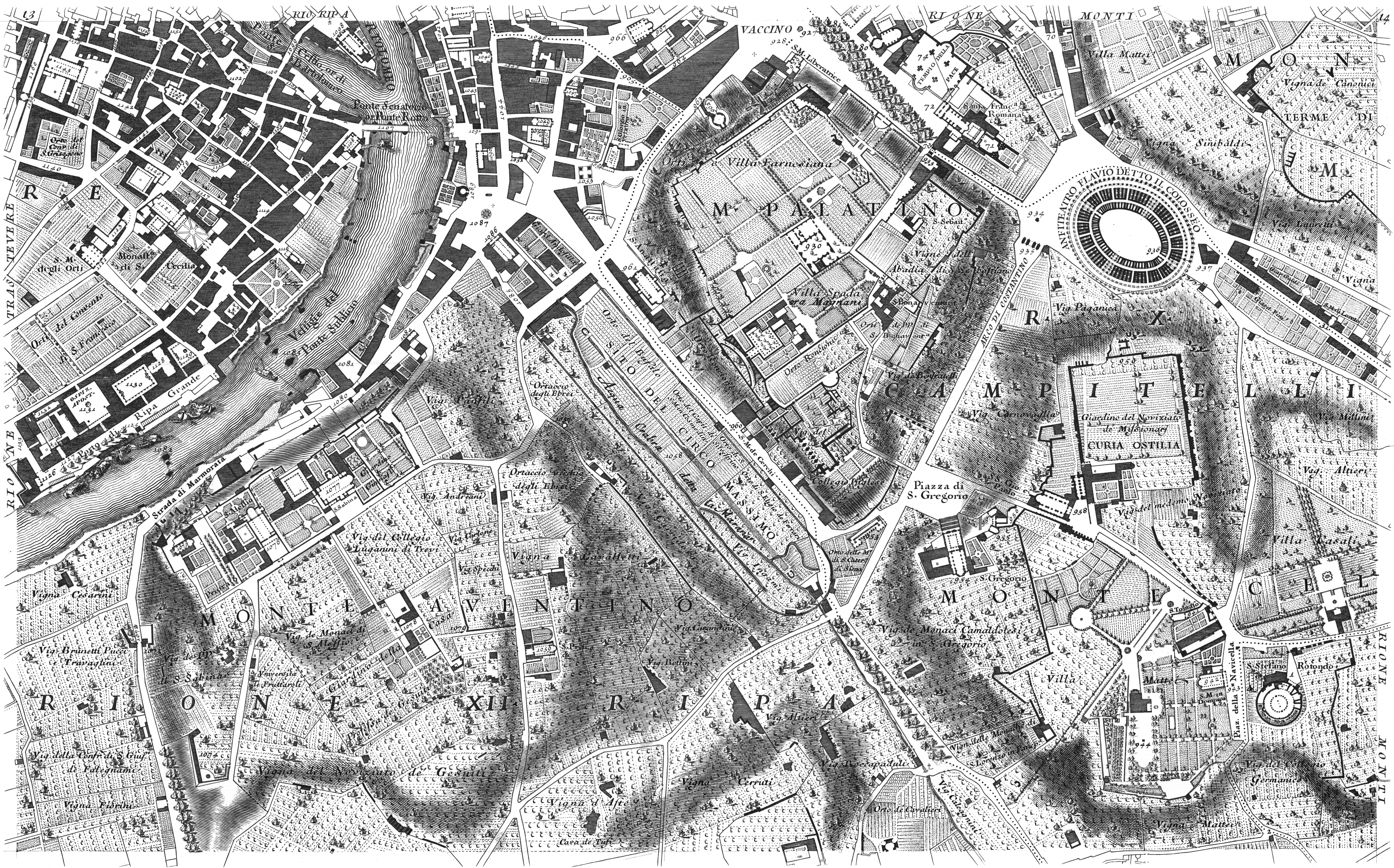
La vallée sur un plan de Giovanni Battista Nolli, 1748.